# Gérson Caçapa
Gérson Cândido de Paula, meglio noto come Gérson Caçapa (San Paolo, 1º giugno 1967), è un allenatore di calcio ed ex calciatore brasiliano, di ruolo centrocampista.

## Caratteristiche tecniche

### Giocatore
Centrocampista di movimento e discreta tecnica, ricoprì nel suo reparto vari ruoli, tranne che quelli in proiezione offensiva.

## Carriera

### Calciatore
Cresce calcisticamente nel Palmeiras, squadra con la quale debutta nella Série A, il massimo campionato brasiliano, nel 1986. Dopo tre stagioni da titolare, nel 1989 si trasferisce in Italia nel Bari (che lo acquista su consiglio di José Altafini), dove gioca in Serie A fino al 1991, aggiudicandosi la Coppa Mitropa nel 1990. Si sposta quindi al Fenerbahçe, in Turchia, dove rimane per due stagioni, mostrando doti di goleador. Acquistato dal Lecce, milita in giallorosso nel campionato di Serie A 1993-1994, poi ancora nel Bari nel biennio 1994-1996, sempre in Serie A. Tornato in Turchia, trascorre una stagione nelle file dell'İstanbulspor. Chiude la carriera da professionista in patria, nell'Athl. Paranaense, nel 1997.

### Allenatore
Dopo il ritiro è divenuto procuratore di calciatori e ha fatto parte dello staff tecnico del Campinas. Nei primi anni 2010, nella sua città natale, per conto della federcalcio brasiliana ha allenato i calciatori disoccupati, per favorirne l'assunzione nei club.
Dapprima chiamato dal Bari nel novembre 2015 per allenare nelle formazioni giovanili del club, dal 2016 al 2019 rimane nel capoluogo pugliese come allenatore della Virtus Palese, una società giovanile con sede nell'omonimo quartiere e affiliata con l'Atalanta.
Nel 2019 viene ingaggiato dalla Lodigiani come responsabile tecnico del settore giovanile, poi diventando nel corso della stessa stagione anche allenatore in seconda della prima squadra. Nel corso del campionato 2020-2021, i risultati non soddisfacenti della formazione, militante nel girone D del campionato di Promozione Lazio, portano alla sua sostituzione come primo allenatore.

## Palmarès

### Giocatore
- Coppa Mitropa: 1

Bari: 1990